# Ауденино (Бјела)
Ауденино је насеље у Италији у округу Бијела, региону Пијемонт.
Према процени из 2011. у насељу је живело 35 становника. Насеље се налази на надморској висини од 744 м.